# Nikolaos Siranidis
Nikolaos Siranidis (n. 26 februarie 1976, Atena, Grecia) este un săritor în apă ce a reprezentat Grecia, medaliat olimpic. A participat la 2 ediții ale Jocurilor Olimpice (2000, 2004) în care a câștigat o medalie de aur.